# Liste der Naturdenkmale in Grosselfingen
| Naturdenkmale | Anzahl |
| ------------- | ------ |
| FND           | 0      |
| END           | 3      |
| Gesamt        | 3      |

Die Liste der Naturdenkmale in Grosselfingen nennt die verordneten Naturdenkmale (ND) der im baden-württembergischen Zollernalbkreis liegenden Gemeinde Grosselfingen. In Grosselfingen gibt es insgesamt drei als Naturdenkmal geschützte Objekte, keines ist ein flächenhaftes Naturdenkmal (FND), alle sind Einzelgebilde-Naturdenkmale (END).
Stand: 31. Oktober 2016.

## Einzelgebilde (END)
| Name                                                               | Bild | Kennung     | Einzelheiten  | Position | Fläche Hektar | Datum         |
| ------------------------------------------------------------------ | ---- | ----------- | ------------- | -------- | ------------- | ------------- |
| 1 Eiche bei der Ruine Haimburg (früher: 1 Fichte, 1 Eiche, 1 Ulme) | BW   | 84170230090 | Grosselfingen | ⊙        | 0,0           | 12. Jan. 1962 |
| 1 Linde mit Steinkreuz                                             |      | 84170230089 | Grosselfingen | ⊙        | 0,0           | 12. Jan. 1962 |
| 6 Linden und 2 Silberpappeln                                       | BW   | 84170230088 | Grosselfingen | ⊙        | 0,0           | 12. Jan. 1962 |
| Legende für Naturdenkmal                                           |      |             |               |          |               |               |